# Розенкоф, Маурисио
Маурисио Розенкоф (исп. Mauricio Rosencof; род. 30 июня 1933) — уругвайский драматург, поэт, писатель

, журналист, политический деятель, член руководства Тупамарос.

## Биография
Родился во Флориде (Уругвай) в семье евреев, эмигрировавших из Польши за два года до его рождения. В 1950-е годы работал журналистом, писал рассказы, а с 1960-х годов стал известен как драматург. Считается одним из ведущих уругвайских драматургов второй половины XX века.
Был одним из руководителей местной леворадикальной организации Тупамарос. Являлся одним из главных объектов преследования для полиции, спецслужб и эскадрона смерти DAN. В декабре 1971 года Розенкоф был среди руководителей тупамарос, принимавших решение об убийстве сельскохозяйственного рабочего Паскасио Баэса — не имея никакого отношения к политической борьбе, он случайно обнаружил партизанский бункер и был устранён как нежелательный свидетель.
В 1972 году был арестован и более десяти лет находился в заключении. По книге воспоминаний об этом периоде Memorias del calabozo, написанной Розенкофом и Элеутерио Уидобро, в 2018 году был снят фильм «Ночь длиной в 12 лет» (La noche de 12 años).

## Книги
- El gran Tuleque (1960)
- La valija (1961)
- Las ranas (1961)
- Los caballos (1967)
- El saco de Antonio (1985)
- El combate del establo (1985)
- El lujo que espera (1986)
- El regreso del Gran Tuleque (1987)
- El hijo que espera (1988)
- Memorias del calabozo (1989, в соавторстве с Элеутерио Уидобро)
- El Vendedor de Reliquias (1992)
- La margarita. Historia de amor en 25 sonetos (1994)
- Las cartas que no llegaron (2003)
- Leyendas del abuelo de la tarde (2004)
- El barrio era una fiesta (2005)
- Una góndola ancló en la esquina (2007)
- Medio mundo (2009)